# مبرقة شمسية

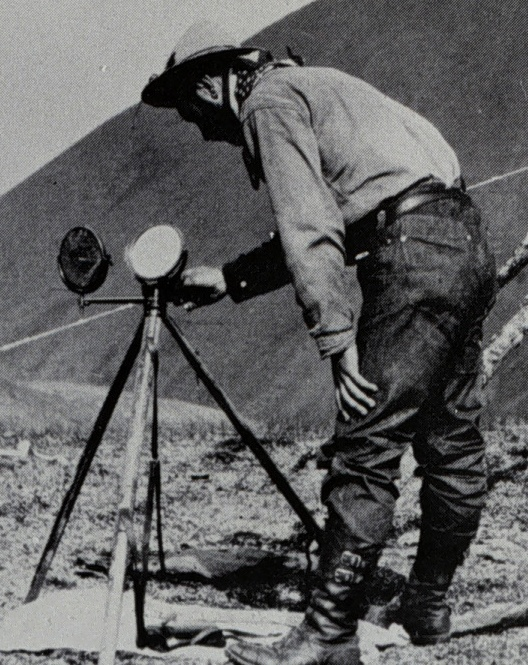
صورة. 1: إرسال الإشارة بالمبرقة الشمسية، عام 1910

مُبْرِقَة شمسية أو مِبْرَقَة شمسية أو مِشْمَاسَة أو مِشْمَاس أو مِسْطَاع شمسي أو نقحرةً: هليوغراف، هو جهاز لإرسال البرقيات لاسلكياً باستخدام الشمس، ويستخدم في إظهار الصور المجسمة باستخدام الليزر ويستخدم في إرسال إشارات عن طريق انعكاس ضوء الشمس بمرآة أو مرايا. وقد استخدمتْ جيوشُ عديد من الدول المبرقة الشمسية في أواخر القرن التاسع عشر الميلادي.
للمبرقة الشمسية مرآةٌ مع قصبة للرؤية أو مرآتان ـ مثبتة على حامل من ثلاثة قوائم. وتثبت شاشة أو غطاء متحرك لاعتراض الومضات الصادرة على حامل آخر. وإذا كانت الشمس أمام المرسل، تنعكس أشعتها من المرآة مباشرة إلى محطة الاستقبال. ويستخدم المرسل قصبة الرؤية في ضبط خطّي الوميض مع المُستقبل. وإذا كانت الشمس خلف المرسل تنعكس أشعتها من المرآة الأولى للثانية، ومن الثانية إلى المستقبل. ويضبط الوميض مع المستقبل بوساطة المرآتين. وتُرسل الرسائل على هيئة ومضات قصيرة وطويلة عن طريق فتح الغطاء المتحرك وغلقه. تمثل الومضات نقاط وشرط إشارات (شفرات) مورس.
تعتمد المسافة التي يمكن رؤية إشارات المبرقة الشمسية منها على صفاء الجو، وطول الرؤية غير المعترضة، وحجم المرايا المستخدمة. وفي الظروف العادية، يمكن رؤية الوميض على بعد 48 كم بالعين المجردة وتزيد كثيرًا عن هذا بالمقراب.